# ダイス (ゲーム会社)
有限会社ダイス(DICE)はかつて存在していたアダルトゲーム会社。兵庫県神戸市（創業時は尼崎市）に本社を構え、「evolution」等数多くのブランドを持っていた。また、ボーイズラブゲームも発売していた。1998年に株式会社アルファから独立の形で設立したが、2003年に活動停止。発売中止になったタイトルが複数出た。

## 作品一覧
Evolution / エボリューション
- MACHINE MAIDEN
  - MachineMaiden外伝 〜シンシア〜
  - マシンメイデン･ネクスト
- メイド狩り
- 少女サーカス
- ドリル少女スパイラル・なみ
- 俺の巫女さん
- ぶっかけ天使シルキー&ミルキー
- ウェイトレスさんハイ!

Marimo / まりも
- ぱずるDEメイド
- せつない

hi-way
- 縛られナース
- 水蜜桃の涙

その他
- きゃばくらたいむ(Pirka)
- 撮影 〜かくし撮り〜(rainbow)
- JEWEL GARDEN（White Plum・全年齢対象のボーイズラブゲーム）

## 発売中止
hi-way
- にくきゅうメモリアルセレクトVol.1
- 性欲の虜
- 堕落物語 〜ある自由人の話〜

その他
- サディスティックな鳥のように（Cherry hearts・ボーイズラブゲームで対象年齢は不明）

## 参加していたスタッフ
原画
- 真木あずま
- あらきひろあき

シナリオ
- 林保成